# Об'єкти цивільних прав
Об'єкти цивільно-правових відносин або цивільних прав — матеріальні та нематеріальні блага, з приводу яких між суб'єктами виникають цивільні правовідносини.

## Поняття і види об'єктів цивільних правовідносин
Об'єкти цивільних прав — це конкретне благо, яке є підставою виникнення правовідносин або з приводу якого суб'єкти вступають у правовідносини.
Відповідно до Статті 177 ЦК України існують види об'єктів цивільних прав :
- Речі (ст. 179; ЦК України)
- Гроші (ст. 192 ЦК України)
- Цінні папери (14 глава ЦК України)
- Інше майно (ст. 190 ЦК України)
- Майнові права (ст. 190 ЦК України)
- Результати робіт (глава 61 ЦК України);
- Послуги — (зберігання — глава 66 ЦК України; перевезення — глава 64ЦК України; доручення — глава 68 ЦК України тощо), так і загальні положення про послуги (глава 63 ЦК України)
- Результати інтелектуальної, творчої діяльності -(ст. 199 ЦК України). Разом з тим правове регулювання правовідносин, пов'язаних з результатами інтелектуальної, творчої діяльності здійснюється Книгою 4 ЦК України, а зобов'язальні правовідносини щодо переміщення таких об'єктів регулюються главою 75 ЦК.України
- Інформація (ст. 200 ЦК України);
- Інші матеріальні та нематеріальні блага.

## Поняття речей та їх класифікація
Речі - це предмети матеріального світу в своєму природному стані або ж предмети, які створені в результаті людської діяльності відповідно до яких можуть виникати цивільні права та обов'язки.
Речі залежно від їх особливостей поділяють на такі види:
- рухомі та нерухомі речі;
- вилучені з цивільного обороту, обмежені в обороті або не вилучені з цивільного обороту;

Речі не вилучені з цивільного обороту — можуть вільно відчужуватися або переходити від однієї особи до іншої
Обмежені в цивільному обороті — тобто можуть належати лише певним учасникам обороту або перебування яких у цивільному обороті допускається за спеціальним дозволом, який встановлюються законом
Вилучені з цивільного обороту — перебування у цивільному обороті не допускається, мають бути прямо встановлені у законі
- індивідуально-визначені та родові;

Індивідуально-визначені — якщо речі наділені тільки їм властивими ознаками, що вирізняють їх з-поміж інших однорідних речей, індивідуалізуючи їх.
Родові речі — якщо вони мають ознаки, властиві усім речам того ж роду, та вимірюється числом, вагою, мірою
- споживні та неспоживні;

Споживчі речі, які внаслідок одноразового використання знищуються або припиняють існувати у первісному вигляді.
Неспоживчі речі призначені для неодноразового використання, які зберігають при цьому свій первісний вигляд протягом тривалого часу
- подільні та неподільні;

Подільні печі, які можна поділити без втрати їх цільового призначення.
Неподільні речі, які не можна поділити без втрати їх цільового призначення
- головні та приналежності;

Приналежності, речі призначені для обслуговування інших (головних) речей і пов'язані з ними спільним призначенням, є їх приналежністю (ст. 186 Цивільного кодексу Українии):
- плоди та доходи, продукція, гроші.

Продукцією, плодами та доходами є все те. що виробляється, добувається, одержується з речі або приноситься річчю.

## Гроші як об'єкти цивільних прав
Гроші є загальноприйнятим еквівалентом і можуть виступати у трьох формах:
- готівковий;
- безготівковий;
- валюта.

Гроші, як об'єкт цивільних прав, мають ряд характерних рис:
- За своєю природою гроші належать до родових та подільних речей, але вони можуть бути й індивідуалізовані;
- На відміну від звичайних речей, властивості грошей визначаються не кількістю грошових знаків, а кількістю грошових одиниць, які у них виражені;
- Гроші можуть виступати як самостійний об'єкт цивільно-правових відносин наприклад: банківської позички (ст. 383 ЦК), кредитування (ст. 382 ЦК), дарування (ст. 243 ЦК), схову (ст. 413 ЦК) та ін., а можуть бути еквівалентним об'єктом цивільно-правових відносин (договір купівлі- продажу, перевезення, підряду);
- Гроші не можуть бути витребувані від добросовісного набувача (ст. 389 ЦК України).

## Цінні папери як об'єкти цивільних прав
Ознаки цінних паперів:
- це документ, що посвідчує певне майнове право, яке можна реалізувати шляхом використання паперу;
- цей документ має суворо формальний характер, тобто повинен мати визначену форму і встановлені реквізити. Цінні папери випускаються на спеціальних бланках з певним ступенем захисту;
- цінні папери є обороноздатними документами, тобто можуть переходити від однієї особи до іншої. При передачі цінного паперу до нового власника переходять усі права, що закріплюються у цінному папері.

Виділяють такі групи цінних паперів:
- пайові цінні папери;
- боргові цінні папери;
- похідні цінні папери;
- товаророзпорядчі цінні папери, які надають їхньому держателю право розпоряджатися майном, зазначеним у документах.

ЦК України не виділяє види цінних паперів, однак, аналізуючи чинне законодавство, слід зазначити, що основні з них встановлено в Законі України «про цінні папери і фондову біржу». До них, зокрема, належать: акції; облігації внутрішніх та зовнішніх державних позик; облігації місцевих позик; облігації підприємств; ощадні сертифікати; інвестиційні сертифікати; векселі; приватизаційні папери.

## Послуги та інші дії як об'єкти цивільних правовідносин
Об'єктом цивільних прав є дії (послуги) та результати дій або ж результати робіт (ст.177 ЦК).
Послуга — це діяльність, здійснювана з метою виконання цивільного обов'язку і не пов'язана зі створенням матеріального блага.
Послуги поділяють на три групи:
- фактичні;
- юридичні;
- змішані.

Для послуг першої групи характерним є те, що уповноважена особа зацікавлена у здійсненні зобов'язаною особою конкретних фактичних дій (наприклад, перевезенні вантажу — ст. 909 ЦК; зберіганні майна — ст. 936 ЦК тощо).
Другу групу послуг складають дії зобов'язаної особи, що мають правовий характер (наприклад, дії повіреного — ст. 1000 ЦК або комісіонера — ст. 1011 ЦК).
Чинне законодавство України передбачає також випадки, коли правового значення набувають дії зобов'язаної особи як юридичного, так і фактичного характеру — змішані послуги.
Об'єктом цивільних правовідносин може бути також результат дій (результат робіт).
Дії, які є об'єктами цивільних прав, поділяються на дві групи :
1. Першу групу складають ті, внаслідок яких створюється нова річ або відновлюються чи поліпшуються властивості існуючих речей. Об'єктом цивільних прав у цьому разі є результати робіт;
2. У других випадках уповноважену особу цікавить виконання роботи особисто зобов'язаним, тобто уповноважену особу цікавить не робота взагалі, а її кінцевий результат.

## Особисті немайнові блага як об'єкти цивільних прав
Особисті немайнові блага  — це блага, без майнового змісту, вони чітко пов'язані із суб'єктом цивільного права, визнані суспільством та охороняються цивільним законодавством.Так як вони є приналежні суб'єкту цивільних відносин і потрапляють у сферу цивільно-правового регулювання, відповідно до цього вони стають об'єктом цивільних прав
Особисті немайнові права притаманні як фізичним, так і юридичним особам. Особисті немайнові права належать кожній фізичній особі від народження або за законом. Юридичній особі немайнові права можуть належати лише в силу припису закону.
У ЦК особистим немайновим благам як об'єкту цивільних прав присвячена ст.201.
Згідно з цією статтею до немайнових благ, які охороняються цивільним законодавством, належать:
- здоров'я;
- життя, честь, гідність, ділова репутація;
- ім'я (найменування);
- авторство, свобода літературної, художньої, наукової і технічної творчості та інші.

Більшість з перелічених прав є такими, що можуть належати лише фізичній особі (здоров'я, життя, свобода творчості), проте деякі блага можуть бути також об'єктом цивільних прав особи юридичної (найменування, ділова репутація). Такий підхід логічно пов'язаний з положеннями ст.ст.26, 94 ЦК, згідно з якими фізична особа може мати усі особисті немайнові права, встановлені Конституцією і ЦК, а юридична особа — лише ті особисті немайнові права, які можуть їй належати, тобто є такими, що не суперечать сутності юридичної особи.
До цього слід додати, що перелік особистих немайнових благ, наведений у ст.201 ЦК, не є вичерпним. Об'єктами цивільних прав є також немайнові блага, належні фізичній особі, вказані у книзі другій ЦК та Інших актах законодавства, і немайнові блага, які можуть належати юридичній особі згідно зі ст.94 ЦК.